# Luis Enrique Erro

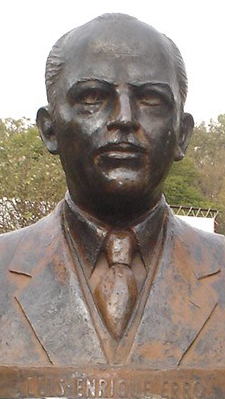
Büste am Instituto Politécnico Nacional

Luis Enrique Erro Soler (* 6. Januar 1897 in Mexiko-Stadt; † 18. Januar 1955 ebenda) war ein mexikanischer Politiker und Astronom.

## Leben
Luis Enrique Erro besuchte die Schule in Morelia (Michoacán) und studierte anschließend Mathematik, Bauingenieurwesen, Geschichte und Recht. Als ausgezeichneter Redner wandte er sich geschäftlichen und politischen Aktivitäten zu.
Wegen seiner Beteiligung an der de la Huerta-Rebellion ging er 1923 ins Exil, kehrte aber später als Direktor für technische Ausbildung und Wirtschaftsstatistik zurück. Ab 1930 war er erster Sekretär der mexikanischen Botschaft in Washington, D.C., wo er in Kontakt mit der American Association of Variable Star Observers (AAVSO) und dem Harvard-College-Observatorium kam.
Er verfolgte weitere politische Aktivitäten und war unter anderem von 1935 bis 1955 Berater des Präsidenten.
Erro konnte den mexikanischen Präsidenten Manuel Ávila Camacho für die Einrichtung eines modernen Observatoriums gewinnen. Das Tonantzintla-Observatorium in Puebla verfügte über ein Schmidt-Teleskop mit Optik der PerkinElmer-Company und wurde am 17. Februar 1942 eingeweiht. Er war bis zu seinem Ruhestand Direktor des Observatoriums, sein Nachfolger wurde Guillermo Haro.
Erro war auch schriftstellerisch tätig, er schrieb El pensamiento matemático contemporáneo (1944) und die Novelle Los pies descalzos (1951), die er Emiliano Zapata widmete.

## Ehrungen
- Erro war von 1942 bis 1944 Ratsmitglied der AAVSO.[5]
- Der Mondkrater Erro wurde 1970 von der IAU offiziell nach Luis Enrique Erro benannt.[6]
- Das 1967 eröffnete Planetarium Luis Enrique Erro (PLEE) des Instituto Politécnico Nacional in Mexiko-Stadt trägt ebenfalls seinen Namen.